# Franz Haslberger
Franz Haslberger (* 3. Dezember 1914 in Reit im Winkl; † 19. September 1939 in Lemberg) war ein deutscher Skispringer. Er startete für den WSV Reit im Winkl.

## Werdegang
Er war Olympiateilnehmer 1936 (Platz 17) und 1936 sowie 1938 deutscher Meister im Skispringen auf der 70-Meter-Schanze. 1938 errang er als erster Deutscher beim Springen auf dem Holmenkollbakken einen vierten Platz.
Haslberger ist am 17. September 1939 beim Überfall auf Polen als Oberjäger eines Gebirgsjägerregimentes bei den Kämpfen um Lemberg gefallen.
In Reit im Winkl ist zu seinen Ehren die Sprungschanze nach ihm benannt (Franz-Haslberger-Schanze).